# Franz-Joseph-Kaserne Lienz

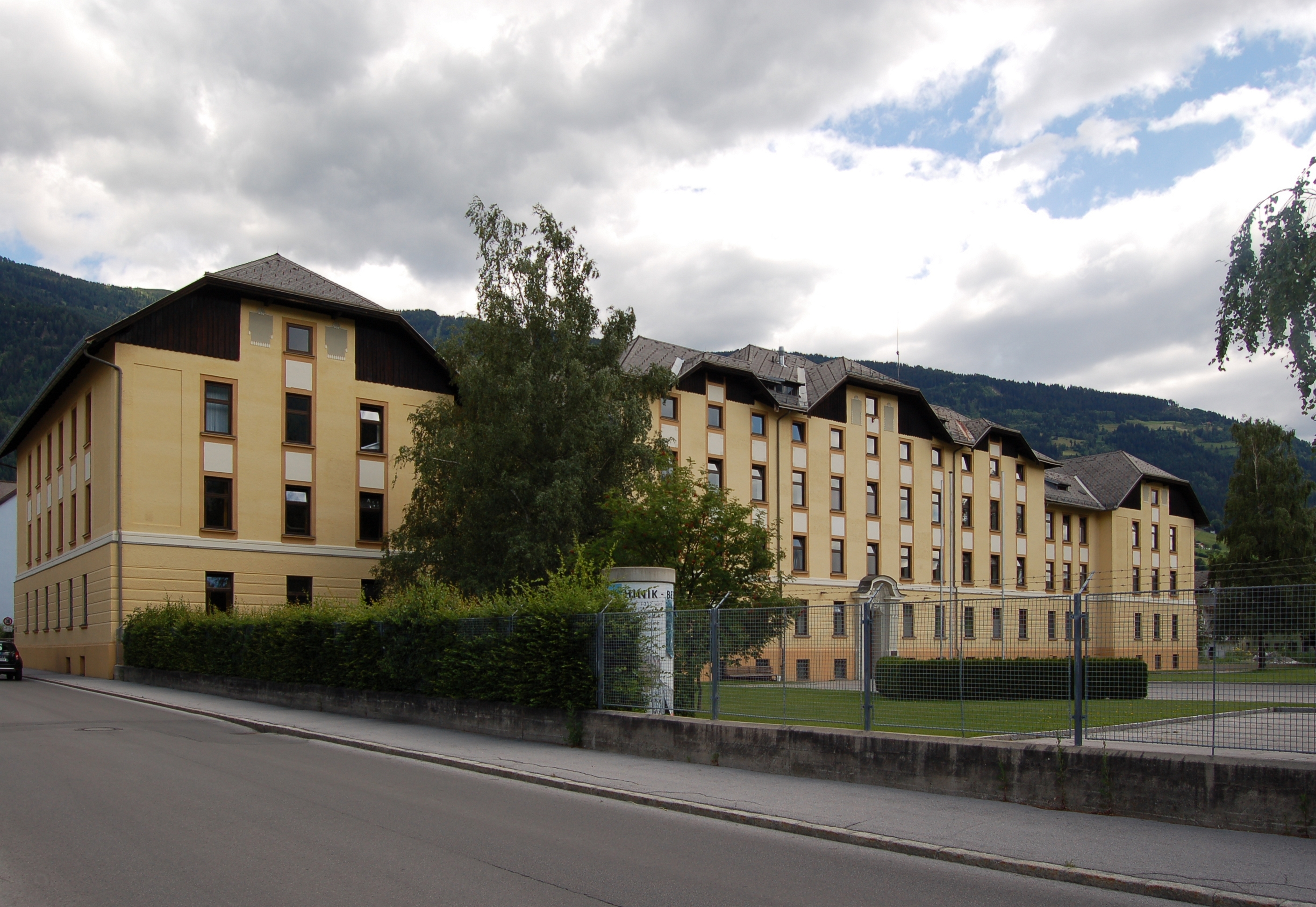
Franz-Joseph-Kaserne

Die Franz-Joseph-Kaserne Lienz ist eine Kaserne des österreichischen Bundesheeres in der Stadt Lienz in Osttirol, in der Teile des Jägerbataillons 24 stationiert sind. Das nach dem Kaiser Franz Joseph I. benannte Kasernengebäude steht unter Denkmalschutz.

## Geschichte
Das Gebäude wurde von 1921 bis 1936 von der Landwirtschaftlichen Lehranstalt und von 1950 bis 1960 vom Bundesgymnasium und Bundesrealgymnasium genutzt.
2014 wurde vom damaligen Verteidigungsminister Gerald Klug die Schließung der Kaserne verkündet. Die Schließung hätte im Zuge eines Reform- bzw. Sparprogrammes erfolgen sollen, von dem noch zwölf weitere Kasernen des Bundesheeres betroffen gewesen wären.
2016 nahm man von den Schließungsplänen jedoch aufgrund der sicherheitspolitischen Lagenwicklung im europäischen Raum wieder Abstand. Indirekt wurden die Flüchtlingskrise und die damit einhergehenden Migrationsströme als Begründung angeführt.
Derzeit nutzen die hochgebirgsbeweglichen Kaderpräsenzeinheitskräfte der 1. Jägerkompanie des Jägerbataillon 24 diesen Standort.

## Architektur
Das langgestreckte, viergeschoßige Gebäude mit überhöhtem, dreiteiligen Mittelrisalit an den Längsseiten wurde zwischen 1910 und 1911 errichtet. Nordseitig wurden jeweils übereckgeführte, nordseitige Seitentrakte angefügt, das Eingangsportal mit geschwungenem Giebel und Wappen von Kaiser Franz Joseph I. ist pilastergerahmt. Der Fassadendekor erfolgte im Erdgeschoß genutet, die Obergeschoße wurden durch Dekorplatten vertikal unterteilt. Das Hauptgebäude hat einen E-förmigen Grundriss. Die Nebengebäude sind im Erscheinungsbild dem Hauptgebäude angeglichen.